# Guglielmo Pifferi

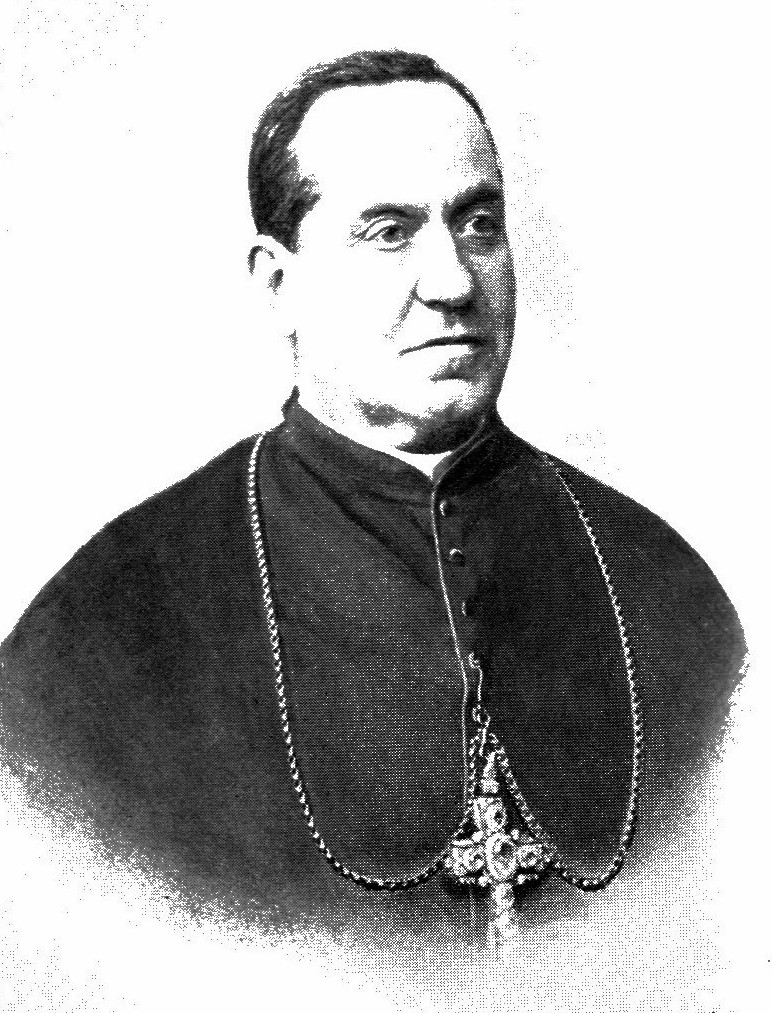
Bischof Guglielmo Pifferi OESA

Guglielmo Giosafat Giuseppe Pifferi OESA (* 24. Mai 1819 in Acquapendente; † 29. April 1910) war ein italienischer Ordensgeistlicher und Kurienbischof der römisch-katholischen Kirche.

## Leben
Guglielmo Pifferi trat der Ordensgemeinschaft der Augustiner-Eremiten bei und legte am 24. März 1839 die Profess ab. Er empfing am 1. Dezember 1841 das Sakrament der Priesterweihe. 
Am 14. März 1887 ernannte ihn Papst Leo XIII. zum Titularbischof von Porphyreon und zum Sakristan des Apostolischen Palastes. Der Kardinalbischof von Sabina, Tommaso Maria Martinelli OESA, spendete ihm am 27. März desselben Jahres die Bischofsweihe; Mitkonsekratoren waren der Großalmosenier Seiner Heiligkeit, Kurienerzbischof Alessandro Sanminiatelli Zabarella, und der Sekretär der Religiosenkongregation, Kurienbischof Luigi Sepiacci OESA.